# Antonio Cabrera (Botaniker)
Antonio Cabrera y Corro (* 30. Dezember 1763 in Chiclana de la Frontera; † 9. Januar 1827 in Cádiz) war ein spanischer katholischer Priester und Naturforscher (Botaniker und Ichthyologe).

## Leben und Werk
Er war bekannt als El magistral Cabrera und war Professor für Philosophie am Seminar von Cadiz, wirkte aber auch als Botaniker und Ichthyologe. Er betrieb vor allen Dingen Studien an Algen. Die von Simón Rojas Clemente beschriebene Seetangart Fucus cabrerae Clemente trug zeitweise den Namen Cabreras als spezifisches Epitheton.
Darüber hinaus ist Cabrera mit Pehr Löfling einer der Väter der ictionimia gaditana. Mit dieser Lista de los Peces del Mar de Andalucía bot er eine umfangreiche, wissenschaftlich wertvolle Namensliste von Fischen und Mollusken des andalusischen Meeres mit ihren wissenschaftlichen Namen. Diese Liste wurde in Cádiz in der Imprenta Gaditana von D. Esteban Picardo gedruckt. Sie erschien nur in einer äußerst kleinen Auflage. 70 Jahre später, im Jahre 1887, erschien sie dann als Anhang des Werkes Memoria de los Peces del Mar de Andalucía von M. de la Paz Graells, einer Arbeit, die Cabrera als Ichthyologe gewidmet war.
Am 28. November 1820 wurde Antonio Cabrera unter der Matrikel-Nr. 1175 mit dem akademischen Beinamen Boccone I. zum Mitglied der Deutschen Akademie der Naturforscher Leopoldina gewählt.